# Alexis Denuy
Alexis Denuy est un écrivain et artiste peintre français, né à Saint-Denis en 1977. Il est le petit-neveu de Camille Jullian, historien des Gaules.

## Parcours

### Débuts
Œuvres principales
Existe (2010)
Propos en liberté (2022)
Dès l'enfance, il crée plusieurs fanzines, de 9 à 13 ans.
À 17 ans il commence à peindre en autodidacte dans l'ancien atelier de Picasso Calle Plata à Barcelone, tout en écrivant en parallèle. À cette époque sort Poèmes seul à Barcelone, livre d'écrits puis Cahier de Dessin lors d'une exposition à St felliu de llobregat catalogue avec un avant-propos de Josep Maria Sevilla, il donnera à ce moment un entretien à Igualada TV qui se conclut par une peinture filmée en direct.
Remarqué par Shozo Shimamoto, artiste japonais, il expose à Shiga et Tokyo, au Japon. Suivent des campagnes d'affichage artistique (collage d'affiches en multiples) dans les rues de Paris et Barcelone. Il continue d'écrire, de peindre et de publier des livres, ses textes paraissent en revues, il fait des expositions et des lectures de ses textes.
L'association Existe, qu'il crée en 2012, à la suite de la parution du livre Existe, fut un tremplin pour des projets artistiques autour du sentiment d'existence. La première rencontre de l'association, ayant eu lieu à la fontaine des innocents à Paris, fut intitulée le jour de l'indépendance, titre d'un texte d'Alexis Denuy paru dans la revue Dock(s) en 2011.
C'est ensuite le collectif NAO, multipliant désormais proclamations, expositions et interventions en public.

### Collectif NAO
Initiateur de Now Artists Outsiders (Collectif NAO) cofondé à Paris en 2017 avec Catherine Poulain. Alexis Denuy et Catherine Poulain ont écrit le manifeste NAO paru dans la revue Inter-art actuel en 2019. Ils ont organisé quatre expositions collectives "This is NAO" au génie d’Alex, "Fukushima expérience" au Théâtre de Verre, "Les deux ans de NAO" au CP5 avec Paul Ardenne et au local du Champagne Édouard Martin, Paris. Paul Ardenne particulièrement a suivi le collectif dès le début et a parlé dans un film des performances d'Alexis Denuy et Catherine Poulain, intitulée L'aventure NAO.

## Biographie

### Expositions
- 1993: Exposition personnelle galerie Grapheteria, Toronto, Canada.
- 1994: Expositions collectives à Shiga et Tokyo, Japon.
- 1995: Exposition collective galerie Guillen y Tressara, Barcelone, Espagne.
- 1996: Exposition collective "Le Mouvement de l’Art", Pantin.
- 1997: Salon jeune peinture/jeune sculpture, Courbevoie.
- 1999: Festival de peinture, Saumur.
- 1999: Exposition collective Grande Arche de la Défense, Paris.
- 2002: Exposition individuelle galerie Estilo Barcelone, Espagne.
- 2006: Exposition à l’Eco Box, Paris.
- 2014: Exposition collective au siège de La Colas, Boulogne-Billancourt.
- 2017:

1. Exposition collective à l’espace Les Esselières[3], Villejuif.
2. Exposition collective "This is NAO", Le génie d’Alex, Paris.
3. Exposition collective NAO "Fukushima expérience" Théâtre de Verre, Paris.

- 2018: Workshop au KW Institute for Contemporary Art durant la Biennale de Berlin.
- 2019: "Les deux ans de NAO" au CP5 avec Paul Ardenne et Champagne Edouard Martin, Paris.
- 2020: "Space média NAO" avec Fred Forest, galerie Stéphane Mortier, Paris[4].

- 2021:

1. Exposition au Prieuré saint Saturnin avec Catherine Poulain, espace d'Art Contemporain[5], Chevreuse.
2. Exposition collective "Le 7e continent" galerie Amarrages[6] Saint Ouen.

- 2023: Exposition collective "Volatiles", galerie Amarrages, Saint Ouen.

### Ventes aux enchères
2018: Vente aux enchères pour Donnez leur des ailes France Népal par Vermot et associés.
2022: Exposition collective et vente aux enchères le 18 juin par Oxio salle des ventes, galerie Amarrage, Saint Ouen.

### Performances
- 2018:

1. Drei farben Sew Berlin Galerie GH36 Berlin
2. 61/18 Le pacte Manzoni/Denuy au Carnaval de Paris[9] et aux Bains douches[10].
3. Action Les artistes du 14 juillet de Alexis Denuy et Catherine Poulain devant l'église de la Madeleine et le Centre Pompidou, Paris.

- 2020: Performance NAO Le grand pardon événement "Vivre un jour de plus" Galerie H, Paris.
- 2021: Résidence-performance Distanciation[11] NAO à La Mue, Label Karine Saporta, Normandie.
- 2022: Performance Destruction de l'art contemporain Studio 34, Paris.

### Débats
2019 : Enseigne des Oudin, fonds de dotation, débat animé par Philippe Godin avec Alexis Denuy, Catherine Poulain, Fred Forest, Sophie Lavaud, Gil Adami, Aude de Kerros
À la Colonie, durant l'évènement «Les artistes, les gilets jaunes, et vous tous», Alexis Denuy et Catherine Poulain du Collectif NAO, ont animé un débat avec Paul Ardenne, Kader Attia, Joel Hubaut, Jean-Jacques Lebel Philippe Godin avec des projections de documents.
2020: Université Paris 8 Paris. Projection de films et débat avec Alexis Denuy, Catherine Poulain et Pierre Merejkowsky pendant "Fais ton Cinéma en lutte"

### Livres
1993 : Poèmes seul à Barcelone
1994 : Prends ça !
2009 : Les Protestes
2010 : Existe
2022 : Propos en liberté, préface Paul Ardenne, édition Unicité

### Revues
TK21 la Revue no 137 et 136, Empreintes no 12 et 40, 17 secondes no 1 et 2, Paysages écrits no 12, Traction-Brabant no 50, Poésie, musique, etc., Cairns no 12, L’Autobus no 9, Libelle no 238, Parole en Archipel, Les états civils no 9, Décharge no 155, Neiges no 1, Népenthès no 4, Heures décisives no 1,2 et 3, Docks, 13/14/15/16, Le Zaporogue no 8 et 9, Sik no 7, 8 et 9, Hippocampe no 3, A verse no 4, Mortibus no 10/11, D’ici-là no 3, Borborygmes no 2, 3 et 13, 104larevue.

### Lectures
Les livres donnent lieu à des lectures souvent accompagnées de musique. Les protestes en 2009 est présenté par l'auteur avec une lecture de son livre sur France culture. Puis les lectures s’enchaînent à Les Trois Baudets et à l'Espace Kiron, à l'invitation d'Amine Boucekkine. Au festival de poésie et chansons Découvrir de Concèze présenté par Mathias Vincenot en 2011. Alexis Denuy fait régulièrement des lectures, comme au Lipp en 2023.
Plusieurs artistes ont lus les textes d'Alexis Denuy; Caroline Hasard, Nicolas Sabathé, Catherine Poulain, Fred Lloret dans un spectacle inspiré du livre les Protestes, Loïc Connanski.

### Chansons
2012: Chanson sur un texte d'Alexis Denuy par Marie-Cecile Gueguen.
2013: Lorélien, pseudonyme d'Alexis Denuy pour son projet musical, parodié par Seb.
2019-2020: Cinq Vidéo-clips réalisés par Catherine Poulain des chansons d'Alexis Denuy dont Notre Dame: A mon fils, où habites-tu-jésus ? et Aux confinés.
2023: Accompagnement musical d'Alexis Denuy par JB Trendy lors d'une lecture polyphonique à l'Européen, Paris.

## Publications
- CIPM (Centre international de la poésie de Marseille) Recension du livre de poésie Prends ça d'Alexis Denuy "Pour qui se prend Alexis Denuy" ? 1994[16].
- Sitaudis[17].
- France culture, émission "A plus d'un titre", lecture du livre "Les Protestes" par Alexis Denuy, émission présentée par Jacques Munier le 16 mars 2009[18].
- La Montagne, Festival Découvrir le 2 septembre 2010[19].
- France 2, Anne Vanderlove parle du Festival Découvrir 2010.
- Revue canadienne Inter-art actuel no 133 - Manifestes octobre 2019[20].
- Radio Aligre FM, La vie est un roman # 31 - Alexis Denuy, François Cavanna et Pierre Fréha - entretien avec Alexis Denuy par Loïc Connanski dans l'émission d'Yves Tenret, 31 janvier 2023[21].
- Actualitté, - Alexis Denuy "Je suis une voix du pays de la liberté" Entretien avec Alexis Denuy par Étienne Ruhaud le 15 février 2023[22].